# Национално самоуправление на германците в Унгария
Национално самоуправление на германците в Унгария (на немски: Landesselbstverwaltung der Ungarndeutschen – LdU, на унгарски: Magyarországi Németek Országos Önkormányzata – MNOÖ) е политическа партия в Унгария, която отстоява правата на националното малцинство на германците в Унгария. Основана през 1995 г. Неин председател е Иболя Хок-Енглендер.

## История
През 1994 г. в Унгария се приема закон, който дава право на самоуправление на малцинствата. На 11 март 1995 г. събранието на германското малцинство избира свой политическия и културен представителен орган на германците в Унгария – Национално самоуправление на германците в Унгария.

## Цели
Основни цели на Националното самоуправление на германците в Унгария е да запазва и поддържа езика, интелектуалното наследство, историческите традиции и немската идентичност в Унгария. Запазването на немския майчин език в културните области, преподаването на немски език в училищата, и в областта на международните отношения и обмена на немски отношения чрез партньорства и програми. Стреми се за осъществяването на културна автономия.

## Ръководители
- Ото Хайнек (1999 – 2018)
- Оливия Шуберт (2018 – 2019)
- Иболя Хок-Енглендер (от 2019 г.)

## Резултати от избори

### Парламентарни избори
| Избори | Регистриран избиратели | Гласове | Гласове | Гласове | Преференциална квота | Места   | Места | Ранг  | Позиция                | Водач на националната лист |
| Избори | Регистриран избиратели | #       | %       | ±pp     | Преференциална квота | #       | +/−   | Ранг  | Позиция                | Водач на националната лист |
| ------ | ---------------------- | ------- | ------- | ------- | -------------------- | ------- | ----- | ----- | ---------------------- | -------------------------- |
| 2014   | 15 209                 | 11 415  | 0,23%   | –       | 22 022               | 0 / 199 | ±0    | 12–то | извън парламента       | Ото Хайнек                 |
| 2018   | 33 261                 | 26 477  | 0,46%   | 0,23%   | 23 829               | 1 / 199 | 1     | 9–то  | в управляваща коалиция | Имре Ритер                 |